# Miniodes phaeosomoides
Miniodes phaeosomoides är en fjärilsart som beskrevs av Embrik Strand 1914. Miniodes phaeosomoides ingår i släktet Miniodes och familjen nattflyn. Inga underarter finns listade i Catalogue of Life.